# Kościół św. Michała Archanioła w Bisztynku
Kościół Świętego Michała Archanioła – jeden z rejestrowanych zabytków miasta Bisztynek, w województwie warmińsko-mazurskim. Obecnie pełni rolę kaplicy cmentarnej, ponieważ mieści się w centralnej części dawnego cmentarza rzymskokatolickiego, obecnie komunalnego.
Świątynia została wzniesiona w latach 1618-1632. W 1632 roku budowla została konsekrowana przez biskupa warmińskiego Michała Erazma Działyńskiego w uroczystość patrona kościoła. W 1892 roku została dobudowana neogotycka wieża nakryta miedzianym dachem oraz zakrystia.
Kościół został wybudowany na planie prostokąta. To prosta, orientowana, murowana, salowa budowla, nakryta dachem dwuspadowym. Dach jest obecnie pokryty blachą, wcześniej była to dachówka ceramiczna. Od strony północnej znajduje się wyżej wymieniona zakrystia. Wnętrze nakryte jest drewnianym stropem. Wyposażenie świątyni reprezentuje styl barokowy. Ołtarz główny w stylu rokokowym został wykonany w XVIII wieku, znajduje się w nim obraz św. Michała Archanioła. Drugi obraz przedstawia św. Rocha, którego kult rozwiną się w tym kościele. Balustrada i tabernakulum reprezentują styl klasycystyczny.